# TKp11
TKp11 – polskie oznaczenie austriackiego tendrzaka serii kkStB 178. Produkowany w latach 1899–1918 przez austriackie zakłady w ilości 277 parowozów. Wykorzystywano je do prowadzenia lekkich pociągów na liniach lokalnych. Po zakończeniu I wojny światowej trafiły na stan kolei Austrii, Czechosłowacji, Polski, Włoch i Jugosławii. 
Po pierwszej wojnie światowej 26 parowozów trafiło do kolei polskich. Po drugiej wojnie światowej polskie koleje użytkowały 2 parowozy, które w 1950 roku zostały wycofane z eksploatacji.